# Thermidarctia thermidoides
Thermidarctia thermidoides är en fjärilsart som beskrevs av Talbot 1929. Thermidarctia thermidoides ingår i släktet Thermidarctia och familjen björnspinnare. Inga underarter finns listade i Catalogue of Life.